# Aus tausend Metern Höhe
Aus tausend Metern Höhe (Alternativtitel: Aus 1000 Meter Höhe) ist ein Kriminalfilm von 1919 der Filmreihe Harry Hill.

## Handlung
Ein Mann stiehlt Bilder, um dem Vater seiner Zukünftigen zu imponieren. Harry Hill klärt den Fall auf.

## Hintergrund
Produziert wurde er von Naturfilm Friedrich Müller GmbH aus Berlin (Nr. 110). Der Film hatte eine Länge von sechs Akten mit 111 Zwischentiteln auf 1755 bzw. 1666 Metern, das entspricht ca. 96 bzw. 91 Minuten. Die Zensur fand im Oktober 1918 statt. Die Polizei Berlin erließ ein Jugendverbot (Nr. 42157), die Polizei München erlaubte keine Ankündigung als Detektivfilm (Nr. 28333, 28334, 28335, 28336, 28337, 28338). Die Reichsfilmzensur Berlin belegte den Film erneut mit einem Jugendverbot am 1. Juli 1921 (Nr. 3202).